# Női egyes szánkó az 1964. évi téli olimpiai játékokon
Az 1964. évi téli olimpiai játékokon a szánkó női egyes versenyszámát január 30. és február 4. között rendezték Iglsben. Az aranyérmet Ortrun Enderlein, az Egyesült Német Csapat versenyzője nyerte meg. A versenyszámban nem vett részt magyar versenyző.
Ez a versenyszám először szerepelt a téli olimpia programjában.

## Eredmények
A verseny négy futamból állt. A négy futam időeredményének összessége határozta meg a végső sorrendet. Az időeredmények másodpercben értendők. A futamok legjobb időeredményei vastagbetűvel olvashatóak.
| Helyezés | Versenyző                 | Nemzet                      | 1.      | 2.             | 3.             | 4.            | Össz.         |
| -------- | ------------------------- | --------------------------- | ------- | -------------- | -------------- | ------------- | ------------- |
| Arany    | Ortrun Enderlein          | Egyesült Német Csapat (EUA) | 51,13   | 51,12          | 50,87          | 51,55         | 3:24,67       |
| Ezüst    | Ilse Geisler              | Egyesült Német Csapat (EUA) | 51,28   | 51,48          | 51,20          | 53,46         | 3:27,42       |
| Bronz    | Leni Thurner              | Ausztria (AUT)              | 52,08   | 52,08          | 52,42          | 52,48         | 3:29,06       |
| 4.       | Irena Pawełczyk           | Lengyelország (POL)         | 52,81   | 52,42          | 52,47          | 52,82         | 3:30,52       |
| 5.       | Barbara Gorgoń-Flont      | Lengyelország (POL)         | 54,24   | 53,01          | 52,46          | 53,02         | 3:32,73       |
| 6.       | Olina Hátlová-Tylová      | Csehszlovákia (TCH)         | 51,37   | 57,94          | 51,65          | 51,80         | 3:32,76       |
| 7.       | Friederike Matejka        | Ausztria (AUT)              | 53,61   | 52,98          | 53,94          | 54,15         | 3:34,68       |
| 8.       | Helena Macher             | Lengyelország (POL)         | 53,15   | 54,50          | 54,55          | 53,67         | 3:35,87       |
| 9.       | Hana Nesvadbová           | Csehszlovákia (TCH)         | 53,56   | 53,45          | 54,67          | 54,42         | 3:36,10       |
| 10.      | Minna Blüml               | Egyesült Német Csapat (EUA) | 56,87   | 53,80          | 52,33          | 53,32         | 3:36,32       |
| 11.      | Ursula Amstein            | Svájc (SUI)                 | 54,25   | 56,58          | 55,90          | 56,08         | 3:42,81       |
| 12.      | Elisabeth Nagele          | Svájc (SUI)                 | 55,28   | 55,10          | 57,61          | 55,30         | 3:43,29       |
| 13.      | Erica Prugger             | Olaszország (ITA)           | 55,24   | 1:27,28        | 54,98          | 55,69         | 4:13,19       |
| –        | Monika Lücker             | Svájc (SUI)                 | 55,35   | nem ért célba  | –              | –             | nem ért célba |
| –        | Antonia Lanthaler         | Ausztria (AUT)              | 54,30   | nem ért célba  | –              | –             | nem ért célba |
| –        | Erika Außendorfer-Lechner | Olaszország (ITA)           | 56,03   | idő nem ismert | idő nem ismert | nem ért célba | nem ért célba |
| –        | Dorothy Hirschland        | Egyesült Államok (USA)      | 1:26,06 | –              | –              | –             | nem ért célba |